# Synallaxe de d'Orbigny
Asthenes dorbignyi
Espèce
Synonymes
- Bathmidura dorbignyi Reichenbach, 1853 (protonyme)

Statut de conservation UICN

 LC  : Préoccupation mineure
Le Synallaxe de d'Orbigny (Asthenes dorbignyi) est une espèce d'oiseaux de la famille des Furnariidae.

## Répartition
Cette espèce vit de la Bolivie au Nord-Ouest de l'Argentine.

## Taxinomie
Selon le Congrès ornithologique international et Alan P. Peterson il existe deux sous-espèces :
- Asthenes dorbignyi consobrina Hellmayr, 1925, dans l'Ouest de la Bolivie ;
- Asthenes dorbignyi dorbignyi (Reichenbach, 1853), dans le centre de la Bolivie et dans le Nord-Ouest de l'Argentine.

Le Synallaxe d'Arequipa, autrefois considéré comme la sous-espèce arequipae a été élevée au rang d'espèce sous le nom de Asthenes arequipae. Les sous-espèces huancavelicae et usheri sont aujourd'hui placées dans l'espèce Asthenes huancavelicae, le Synallaxe à queue pâle.